# Friedrich Schassberger
Friedrich Schassberger (ur. 1905, zm. ?) – zbrodniarz nazistowski, członek załogi niemieckiego obozu koncentracyjnego Dachau i SS-Unterscharführer.
Członek SS, który od marca 1943 do marca 1945 służbę w wydziale zajmującym się pracą przymusową więźniów w obozie głównym Dachau. Sprawował między innymi stanowisko zastępcy Arbeitseinsatzführera. Do jego obowiązków należało przydzielanie więźniów do poszczególnych komand i drużyn roboczych oraz organizowanie transportów i przyjmowanie komand wracających do obozu. Kierował on do pracy także więźniów chorych i osłabionych. Wielu z nich zmarło na skutek wycieńczenia i wyniszczenia organizmu. Tych, którzy już nie byli w stanie dalej pracować, Schassberger wyselekcjonywał do transportów, które przewożono następnie do innych obozów celem eksterminacji. Oprócz tego nieustannie bił więźniów, między innymi biczem.
W procesie członków załogi Dachau (US vs. Georg Beer i inni), który miał miejsce w dniach 21–26 lutego 1947 przed amerykańskim Trybunałem Wojskowym w Dachau Friedrich Schassberger skazany został na dożywotnie pozbawienia wolności.